# Osiedle Mazurskie (Zielona Góra)
Osiedle Mazurskie – osiedle Zielonej Góry, położone we wschodniej części miasta.
Jedno z najmłodszych osiedli mieszkaniowych w Zielonej Górze, położone na północ od Osiedla Kaszubskiego i na zachód od Osiedla Warmińskiego. Powstaje tu zabudowa wielorodzinna o trzech i czterech kondygnacjach.

## Ulice na osiedlu
- Augustowska;
- Giżycka;
- Kętrzyńska;
- Mrągowska;
- Olsztyńska;
- Suwalska.